# St. Silvester (Lohn)

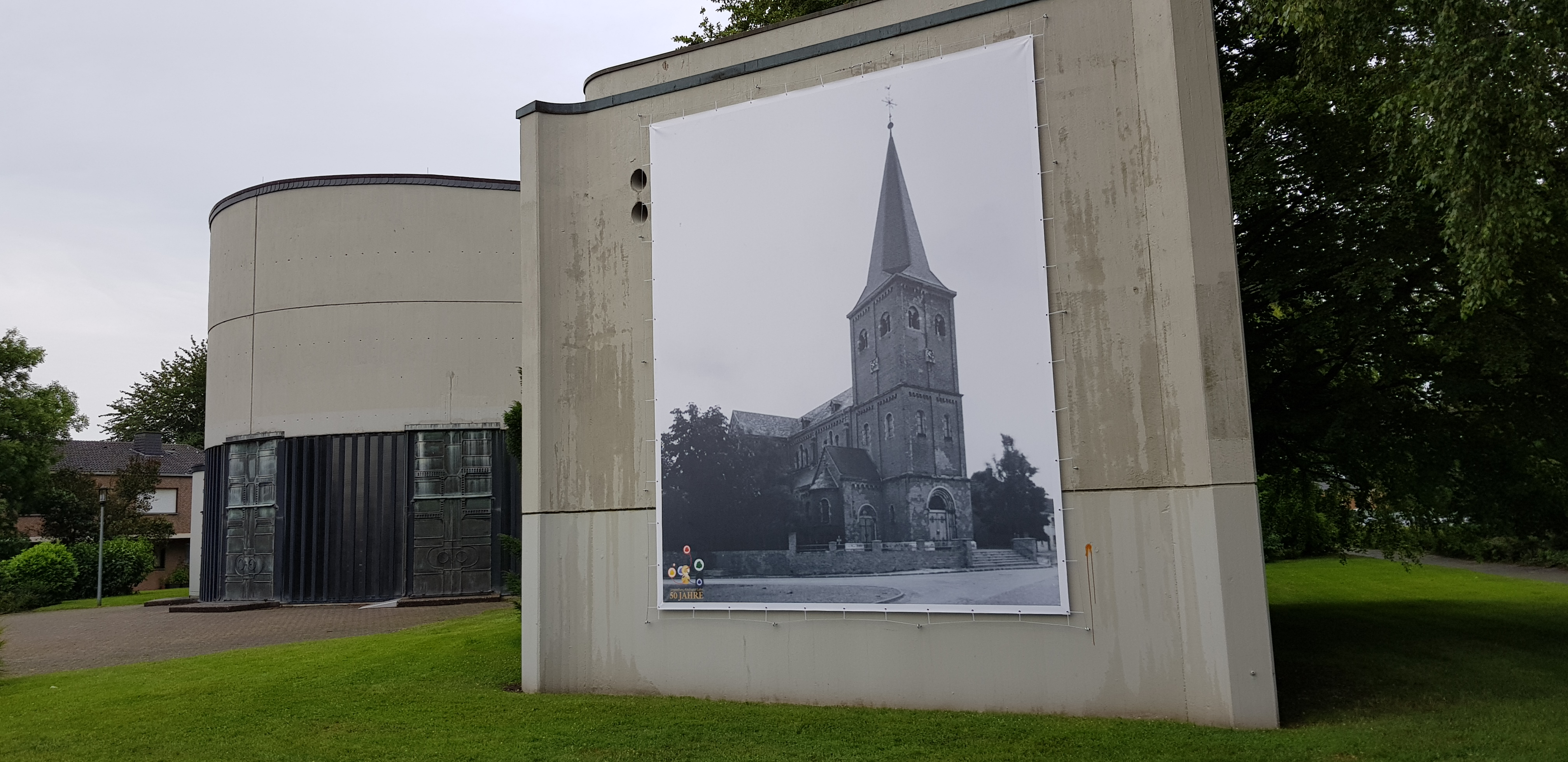
Glockenstuhl in Neu-Lohn mit Plakat, das die alte Kirche St. Silvester zeigt

St. Silvester war die römisch-katholische Pfarrkirche des Ortsteils Lohn der Stadt Eschweiler im Kreis Aachen (Nordrhein-Westfalen). Im Volksmund wurde das Gotteshaus wegen der Größe auch Dom des Jülicher Landes genannt. Zur Pfarre gehörten die Filialen des so genannten Kirchspiels Lohn Erberich, Fronhoven mit der Filialkirche St. Josef, Langendorf und Pützlohn, sowie das Rittergut Hausen.
Die Kirche wurde am 11. Dezember 1973 gesprengt, da sie dem Braunkohletagebau Zukunft weichen musste. 

## Geschichte
Die Pfarrei und Kirche in Lohn wurden erstmals im Liber valoris aus der Zeit zwischen 1310 und 1316 erwähnt. Jedoch war Lohn vermutlich bereits seit dem 11. Jahrhundert eigenständige Pfarre.
Eine erste Kirche in Lohn wurde in der ersten Hälfte des 9. Jahrhunderts errichtet. Dieses Gotteshaus war eine Holzkirche. Diese wurde im 12. Jahrhundert durch eine Steinkirche ersetzt, die im Baustil der Romanik errichtet wurde. Im Jahr 1698 wurde das romanische Gotteshaus bis auf den Glockenturm abgerissen und durch einen Bau in vermutlich barocken Formen ersetzt. 
Ende des 19. Jahrhunderts wurde die barocke Kirche zu klein für die angewachsene Bevölkerungszahl und zudem baufällig, wodurch der Kirchenvorstand den Bau einer neuen Kirche an gleicher Stelle beschloss. Das Generalvikariat genehmigte die Pläne zum Bau, jedoch unter dem Einwand den alten romanischen Glockenturm aus dem 12. Jahrhundert zu erhalten. Am 24. Februar 1902 konnte schließlich mit den Abbrucharbeiten begonnen werden. Dabei wurde jedoch festgestellt, dass der Turm nicht erhalten werden konnte. Noch im selben Jahr, nämlich am 29. Juni, fand die Grundsteinlegung statt. Bereits am 7. September 1903 konnte das neue Gotteshaus eingeweiht werden. Erbaut wurde die Kirche im Baustil der Neuromanik als dreischiffige Kreuzkirche mit Querschiff, vorgestelltem, dreigeschossigem Glockenturm im Westen und halbkreisförmiger Apsis im Osten. Das Baumaterial waren ortstypische Backsteine.
Am 17. Dezember 1972 wurde in St. Silvester der letzte Gottesdienst gehalten. Am 11. Dezember 1973 wurde die Pfarrkirche gesprengt, da sie dem Tagebau Zukunft wie der gesamte Ort Lohn weichen musste.
Als Ersatz wurde im Umsiedlungsort Neu-Lohn die Neue Pfarrkirche nach Plänen des Eschweiler Architekten Heinz Kaldenbach errichtet. Grundsteinlegung war am 31. Dezember 1971 und die Einweihung fand am 14. Juni 1975 durch den emeritierten Aachener Bischof Johannes Pohlschneider statt.
Nach der Rekultivierung der Fläche, auf der sich Lohn einmal befand, wurde zwischen 2002 und 2003 auf dem Platz, auf dem einmal die Lohner Pfarrkirche stand, die Gedächtniskapelle Kirchspiel Lohn errichtet.

## Ausstattung
Im Innenraum der Kirche befand sich zu einem Großteil noch die Ausstattung aus der Erbauungszeit der Kirche. Davon zu erwähnen war der neuromanische Hochaltar mit zwei dazugehörigen Nebenaltären. Der rechte Nebenaltar, der Jesus-Maria-Josef-Altar, befindet sich heute in der Gedächtniskapelle. Weitere Ausstattungsstücke befinden sich in der Neu-Lohner Kirche.

## Glocken
Die Glocken befinden sich heute in der Pfarrkirche in Neu-Lohn. Über die Glocke 1 ist leider nichts bekannt.
| Nr. | Name | Durchmesser (mm) | Masse (kg, ca.) | Schlagton (HT-1/16) | Gießer                   | Gussjahr |
| 1   | -    | ?                | ?               | ?                   | ?                        | ?        |
| 2   | -    | 1.083            | 776             | ges′ -4             | Johannes Bourlet, Jülich | 1679     |
| 3   | -    | 960              | 550             | as′ -3              | Johannes Bourlet, Jülich | 1679     |

Motiv: Te Deum